# Violencia sexual en la guerra de Argelia

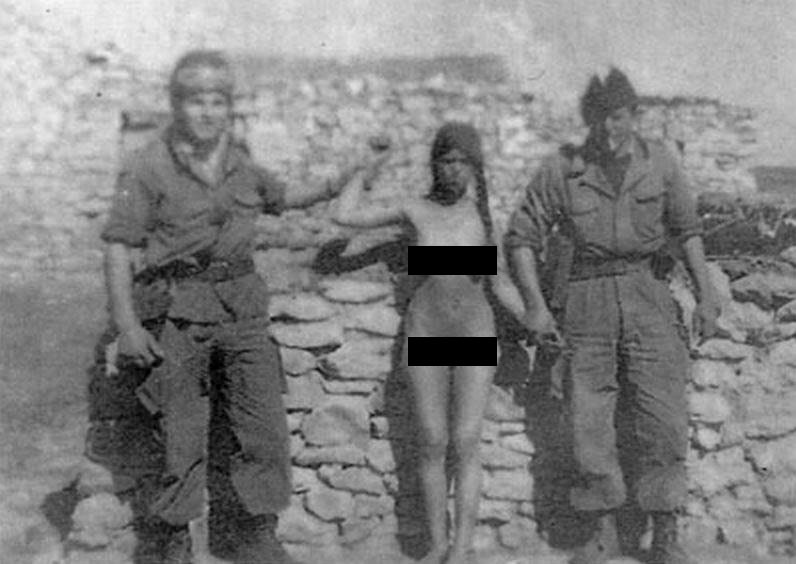
Una mujer argelina abusada sexualmente por el ejército francés. Los soldados franceses a menudo tomaban fotografías de sus víctimas para humillarlas aún más.

La violencia sexual durante la guerra de Independencia de Argelia fue cometida por el ejército francés tanto contra miembros del FLN/ELN como contra civiles argelinos. Entre las víctimas había hombres, mujeres e incluso niños. A diferencia de la tortura, que ha sido ampliamente documentada y estudiada por los historiadores, la violencia sexual ha sido durante mucho tiempo un tema tabú, tanto para el lado argelino como para el francés. No fue hasta principios de la década de 2000 que el tema fue abordado por historiadores y periodistas. Este esfuerzo se ha visto limitado por la escasez de archivos relacionados con la violencia sexual, así como por la falta de testimonios tanto de las víctimas como de los autores de los crímenes.

## Contexto
Tras el inicio de la guerra de Independencia de Argelia en 1954, las mujeres desempeñaron un papel cada vez más importante en las operaciones llevadas a cabo contra el ejército francés en Argelia. En consecuencia, las autoridades francesas ordenaron a los soldados que prestaran más atención a las acciones de las mujeres argelinas,  quienes fueron objeto de arrestos e interrogatorios bajo la sospecha de ayudar a los revolucionarios del FLN. En 1959, la violencia contra las mujeres argelinas se generalizó e incluyó encarcelamientos, torturas y ejecuciones sumarias. La violencia contra las mujeres arrestadas podría ser sexual, incluyendo la verificación de sus partes genitales para confirmar su identidad como mujeres, y el ataque específico a las partes genitales durante la tortura. La violencia sexual incluía la violación, que en aquel momento estaba oficialmente prohibida y sancionada por el ejército francés, sin embargo, los soldados franceses que cometieron violaciones rara vez fueron sancionados por las autoridades.

## Tipos de violencia sexual
Durante la guerra se produjeron dos tipos principales de violaciones. Ambos tipos tienen en común que son realizados por grupos de franceses, donde la víctima es violada por múltiples militares.

### Violaciones durante los interrogatorios
El ejército francés utilizó de manera frecuente, las agresiones sexuales contra hombres y mujeres arrestadas. Algunos informes indican que la violación incluso se utilizó como "condicionamiento" de las mujeres sospechosas antes de comenzar sus interrogatorios. La violación también podría utilizarse para hacer sufrir aún más a las mujeres, además de la tortura física. Este tipo de violación era común en los centros de arresto y tortura, así como en las cárceles, principalmente en las grandes ciudades, como la capital, Argel.

### Violaciones durante registros militares
Este tipo de violaciones ocurrieron durante los registros de las aldeas argelinas, o mechtas, específicamente en áreas remotas y rurales, como Cabilia, y podía ser planificada u oportunista, siendo estas últimas las más comunes. Las violaciones planificadas eran llevadas a cabo por un grupo de soldados que registraban las aldeas con la intención de cometer delitos sexuales. Las operaciones se realizaron en secreto y en horario nocturno. Durante estas operaciones, los hombres eran sacados de sus casas a punta de fusil, mientras los soldados franceses cometían abusos sexuales contra las mujeres. Además, los soldados franceses emplearon violencia física contra las mujeres y sus familiares. A pesar del secretismo de estas operaciones, varios informes indican que los jefes de los grupos y la autoridad militar estaban al tanto de estas operaciones, e incluso podían permitir que sus soldados realizaran estos actos. Esto se podría ilustrar con un caso ocurrido en 1956, cuando durante uno de estos operativos los hombres del pueblo que fueron sacados al exterior intentaron rebelarse al oír a las mujeres gritar dentro de las casas. Para obligarlos a calmarse, un soldado francés abrió fuego al aire, pero por error disparó e hirió a otro soldado francés. El caso llegó entonces a conocimiento de las autoridades militares y judiciales, que tenían conocimiento de que durante esa operación se estaban produciendo violaciones. Sin embargo, no se tomaron sanciones contra ninguno de los soldados.
Las violaciones oportunistas ocurrieron durante las inspecciones oficiales de las aldeas y, a diferencia del primer tipo, estos registros no eran secretos, sino que estaban planificados y autorizados por los jefes. Durante estos registros, las mujeres eran inspeccionadas, incluidas sus partes genitales, de manera humillante. Los soldados franceses aprovechaban específicamente la ausencia de los hombres, que a menudo estaban combatiendo, para violar a las mujeres.

## La violación como arma de guerra
A diferencia de la tortura, no hubo ningún documento oficial que recomendara el uso de la violación durante la guerra de Argelia. El uso de la violación por parte del ejército francés tenía como objetivo principal quebrantar y hacer sufrir al pueblo argelino. Por tanto, la violación no era simplemente violencia sexual, sino también un arma de guerra. Las mujeres violadas eran consideradas enemigas o mujeres del enemigo por los soldados franceses. Al cometer una violación, los soldados franceses sabían que sacudirían el orden social de la sociedad argelina de la época, que valoraba el honor y la virginidad de las mujeres, que debían ser protegidos por los hombres. La motivación de las violaciones era menos sexual y más bien la de humillar y someter a la población argelina.

## Alcance del uso
Los historiadores coinciden en que no todos los soldados franceses cometieron violencia sexual durante la guerra de Argelia y que la magnitud de las violaciones no es comparable a las violaciones masivas en otros conflictos, como en la guerra de Bosnia. Sin embargo, hubo casos específicos en que el uso de la violación fue masivo, como durante el verano de 1959 en Cabilia. Durante ese tiempo, la violación fue parte de un uso extensivo de la violencia contra la población local, como respuesta a una operación militar anterior llevada a cabo por el FLN donde las bajas francesas fueron elevadas.

## Respuesta de las autoridades francesas
Durante la guerra de Argelia, la violación estaba oficialmente prohibida y sancionada en el ejército francés. Sin embargo, la gran mayoría de los violadores entre los soldados franceses nunca fueron sancionados, lo que podría atribuirse a dos razones principales, en primer lugar, el silencio de las víctimas, quienes rara vez denunciaban estos crímenes ante las autoridades, ya fuera por vergüenza o por considerar que no tendría ninguna consecuencia. En segundo lugar, incluso en las raras ocasiones en que se denunciaron delitos, los casos fueron desestimados. Fueron muy raros los casos de acciones disciplinarias contra soldados franceses condenados por violación. Al actuar de esa manera, tanto las autoridades militares como las judiciales promovieron la impunidad de los delitos de violación y alentaron indirectamente la frecuencia de estos actos.

## Evidencia
Los archivos del Ministerio de Justicia francés contienen algunos informes relacionados con casos de violación que fueron denunciados a las autoridades. Sin embargo, la mayoría de los casos fueron investigados por la autoridad militar de la época, cuyos archivos siguen siendo en su mayoría inaccesibles. Además de estos archivos, los historiadores también se han basado en diarios, cartas y testimonios de los soldados franceses destinados en Argelia durante la guerra.

## Casos notables
- Mohamed Garne: nacido en 1960, su madre, Kheira Garne, fue violada repetidamente por soldados franceses en un campo de concentración, ella sólo tenía 14 años en ese momento.[10][11] Cuando quedó embarazada, los soldados intentaron obligarla a abortar abusando físicamente de ella.[10] Sin embargo, dio a luz a Mohamed Garne, quien fue separado de su madre y llevado por monjas católicas. Finalmente fue adoptado por una familia francesa. En 2001, el Tribunal de Apelación de París lo reconoció como víctima del Estado francés.[11] Con ello, se convirtió en la primera víctima reconocida por el Estado francés debido a las acciones llevadas a cabo por el ejército francés durante la Guerra de Argelia, que normalmente eran amnistiadas en virtud de los Acuerdos de Evian.[11]
- Louisette Ighilahriz: militante argelina del FLN que fue arrestada en 1957 y violada por oficiales militares franceses durante meses, cuando tenía 21 años.[12] Ella es una de las pocas mujeres combatientes del FLN que habló sobre haber sido violadas durante la guerra.[12]